# 徐彥登
徐彦登（1555年—1594年），字允賢，號景雍，浙江湖州府德清縣人，原籍杭州府仁和县，明朝政治人物。

## 生平
因其附籍湖州府德清县，故建坊于德清长桥，曰“天朝耳目坊”。父徐行可，号荆石，监例光禄寺署丞。以子彦登贵，赠御史。萬曆十年（1582年）壬午科鄉試舉人，十七年（1589年）登己丑科會試第四名，二甲第十三名進士。选翰林院庶吉士。十九年八月出为山东道监察御史，视事西城，威名骤张。无何，奉命按治陕西茶法。既报命，当按吴中，辞以地逼得广西。将发矣，会有以筐篚事，劾巡抚四川都御史王继光者，语逮彦登。遂谢病归。未数月，暴疾发，卧一日，卒。年四十。著《大雅堂集》行世。祀乡贤祠。

## 家族
曾祖徐鳳。祖徐州，號平川，监生。父徐行可，號荆石，监生。母沈氏。
娶沈氏，有五子：徐嘉祚、嘉禄、嘉祥、嘉禎、嘉福、